# Ilia Topuria
Ilia Topuria (gruzínsky: ილია თოფურია; * 21. ledna 1997 Halle, Německo) je gruzínsko-španělský profesionální zápasník smíšených bojových umění. V současné době soutěží v lehké váze v Ultimate Fighting Championship (UFC), kde je aktuálním šampionem. 

## Kariéra
Ilia Topuria je profesionálem od roku 2015. V roce 2018 působil ve finské MMA organizaci a ve stejném roce se stal prvním Gruzíncem, který získal černý pásek v brazilském džúdžucu. Ve stejném roce začal zápasit ve společnosti Cage Warriors a o rok později ve společnosti Brave Combat Federation.
Svůj první zápas ve společnosti Ultimate Fighting Championship vyhrál v říjnu roku 2020, když porazil Youssefa Zalala. O titul v pérové váze se měl utkal proti Alexandru Volkanovskimu dne 20. ledna 2024. Deset dní před zápasem však Volkanovski nahradil zraněného Charlese Oliveiru a 21. října 2023 se utkal s Islamem Makhachevem o titul šampiona UFC v lehké váze na turnaji UFC 294, kde byl v prvním kole knokautován. V důsledku toho byl zápas Topuria vs. Volkanovski odložen o jeden měsíc a stal se hlavním zápasem turnaje UFC 298. Ilia Topuria vyhrál a stal se prvním gruzínským a španělským zápasníkem, který vyhrál šampionát UFC.
Svůj titul obhajoval v říjnu 2024, kdy byl jeho soupeřem Max Holloway. Zápas vyhrál knokautem ve třetím kole, což znamenalo první knokautovou porážku v Hollowayově kariéře. V únoru 2025 se rozhodl přesunout se do lehké váhové kategorie a vzdal se titulu.
Dne 28. července 2025 se s Charlesem Oliveirou utkal o titul v lehké váze. Oliveiru v prvním kole knokautoval a stal se šampionem kategorie.

## Osobní život
Ilia Topuria hovoří plynně gruzínsky a také trochu mingrelsky. Je ženatý a s manželkou má syna a dceru. Je křesťan.
Dne 5. března 2024 získal španělské občanství. Dne 21. března 2024 byl oceněn Řádem cti prezidentem Gruzie v Orbelianiho paláci v Tbilisi v Gruzii. Téhož dne gruzínský premiér Irakli Kobachidze oznámil, že vláda zajistí, aby Ilia Topuria zachoval své gruzínské občanství, čímž se stane dvojím občanem Gruzie a Španělska.

## Úspěchy a ocenění (výběr)

#### Ultimate Fighting Championship
- UFC Lightweight Championship (1x)
- UFC Featherweight Championship (1x)
- Performance of the Night (5x)
- Fight of the Night (1x)